# ثقبة قمية

1. السن 2. مينا 3. العاج 4. اللب
5. جوف السن
6. لب الجذر
7. ملاط
8. تاج
9. شُرْفة أو نتوء أو حدبة الإطباق
10. أُُخدود (ثلم صغير)
11. عنق السن (مَوصِلٌ مِلاَطِيٌّ مينائِيّ)
12. الجذر
13. منفرق الجذر
14. قمة أو رأس الجذر
15. ثقبة قمية
16. اللثة التلم
17. دواعم
18. اللثة:
19. المسافة الحرة أو بين الأسنان
20. الهامشية
21. السنخية
22. الرباط اللثوي
23. العظم السنخي
24. الأوعية والأعصاب:
25. الأسنان
26. اللثة
27. القناة عبر السنخ

في علم التشريح الثقبة القمية هي فتحة في قمة الجذر من الأسنان، والتي من خلالها تمر الأعصاب والأوعية الدموية التي تغذي لب الأسنان. وبالتالي فإنه يمثل تقاطع اللب وأنسجة اللثة.
متوسط حجم الفتحة ما بين 0.3 إلى 0.4 ملم في القطر. يمكن أن يكون هناك اثنين أو أكثر من الثقوب مفصولة بجزء من عاج و ملاط أو ملاط فقط. إذا كان أكثر من ثقب واحد موجود على كل جذر ، الأكبر هو المعين يسمى بالثقب القمي والباقي تعتبر ثقوب إضافية .
يشكل نقطة اهتمام في حشو الأسنان ، حيث أنه من الضروري إنضار اللب بطريقة كيميائية ميكانيكية في فراغ اللب لإزالة جميع الأنسجة الميتة و تقليل الحمولة البكتيرية في فراغ اللب. من المثالي إنهاء الإنضار بالضبط في الثقبة القمية. في الواقع تحديد موضع الثقبة القمية يمثل إشكالية تتطلب التصوير الإشعاعي و/أو استخدام محدد قمة إلكتروني. الأسنان قد تكون صغيرة متعددة القنوات الإضافية في قمة الجذر مجال لتشكيل القمي دلتا الذي يمكن أن يعقد المشاكل اللبية.
تضيق القمة غالبا ما تكون موجودة. في الأسنان غير ناضجة يكون الجذر لم يشكل بالكامل مما يؤدي إلى قمة مفتوحة. 